# Saint-Jacques-d’Ambur
Saint-Jacques-d’Ambur település Franciaországban, Puy-de-Dôme megyében. Lakosainak száma 291 fő (2022. január 1.). Saint-Jacques-d’Ambur Les Ancizes-Comps, Chapdes-Beaufort, La Goutelle, Miremont és Montfermy községekkel határos.

## Népesség
A település népessége az elmúlt években az alábbi módon változott:
| Lakosok száma | 277  | 272  | 278  | 276  | 277  | 281  | 282  | 286  | 291  |
|               | 2013 | 2015 | 2016 | 2017 | 2018 | 2019 | 2020 | 2021 | 2022 |